# Christian Clavier
Christian Clavier, född 6 maj 1952 i Paris, är en fransk skådespelare. Clavier har medverkat som skådespelare i fransk film sedan 1970-talet, främst i komedifilm. För den internationella filmpubliken är han främst känd för rollen som väpnaren Jacquouille i Vistörerna 1993 och som Asterix i två filmer.

## Filmografi, urval
- 1978 – Les bronzés
- 1979 – Les bronzés font du ski
- 1982 – Le père Noël est une ordure
- 1983 – Papy fait de la résistance
- 1985 – La vie dissolue de Gérard Floque
- 1989 – Mes meilleurs copains
- 1993 – Visitörerna
- 1999 – Asterix och Obelix möter Caesar
- 2002 – Asterix & Obelix: Uppdrag Kleopatra
- 2002 – Napoleon (miniserie)
- 2017 – Bröder på flykt